# جيمس ماكارتن
جيمس ماكارتن (بالإنجليزية: James McCarten)‏ هو لاعب كرة قدم بريطاني في مركز الدفاع، ولد في 8 نوفمبر 1990 في Netherton, Merseyside ‏ في المملكة المتحدة. لعب مع نادي آبريستويث تاون ونادي أكرينغتون ستانلي ونادي إيفرتون.

## وصلات خارجية
- جيمس ماكارتن على موقع قاعدة بيانات كرة القدم.إي يو (الإنجليزية)
- جيمس ماكارتن على موقع Soccerbase.com (لاعب) (الإنجليزية)